# Serranía de San Lucas
La serranía de San Lucas est un massif montagneux situé en Colombie. Elle fait partie de la cordillère Centrale, une des trois branches des Andes colombiennes, dont elle est la partie le plus septentrionale.

## Géographie
La serranía de San Lucas est située au nord-ouest de la cordillère Centrale, à cheval sur les départements d'Antioquia et Bolívar. Elle est bordée à l'est par la vallée du río Magdalena et à l'ouest et au nord par les ríos Nechi et Cauca.

## Géologie
La serranía de San Lucas est formée de roches volcaniques extrusives et intrusives avec certains secteurs présentant des roches métamorphiques, recouvertes à la périphérie par des roches sédimentaires du Cénozoïque.